# بی‌تاب (فیلم ۱۹۸۳)
بی‌تاب (Betaab) یک فیلم هندی به کارگردانی راهول راول که در سال ۱۹۸۳ منتشر شد. از بازیگران آن می‌توان به سانی دئول و آمریتا سینگ اشاره کرد.
این فیلم در ایران توسط مؤسسه پارسیان دوبله و پخش شده‌است.